# Sivalik

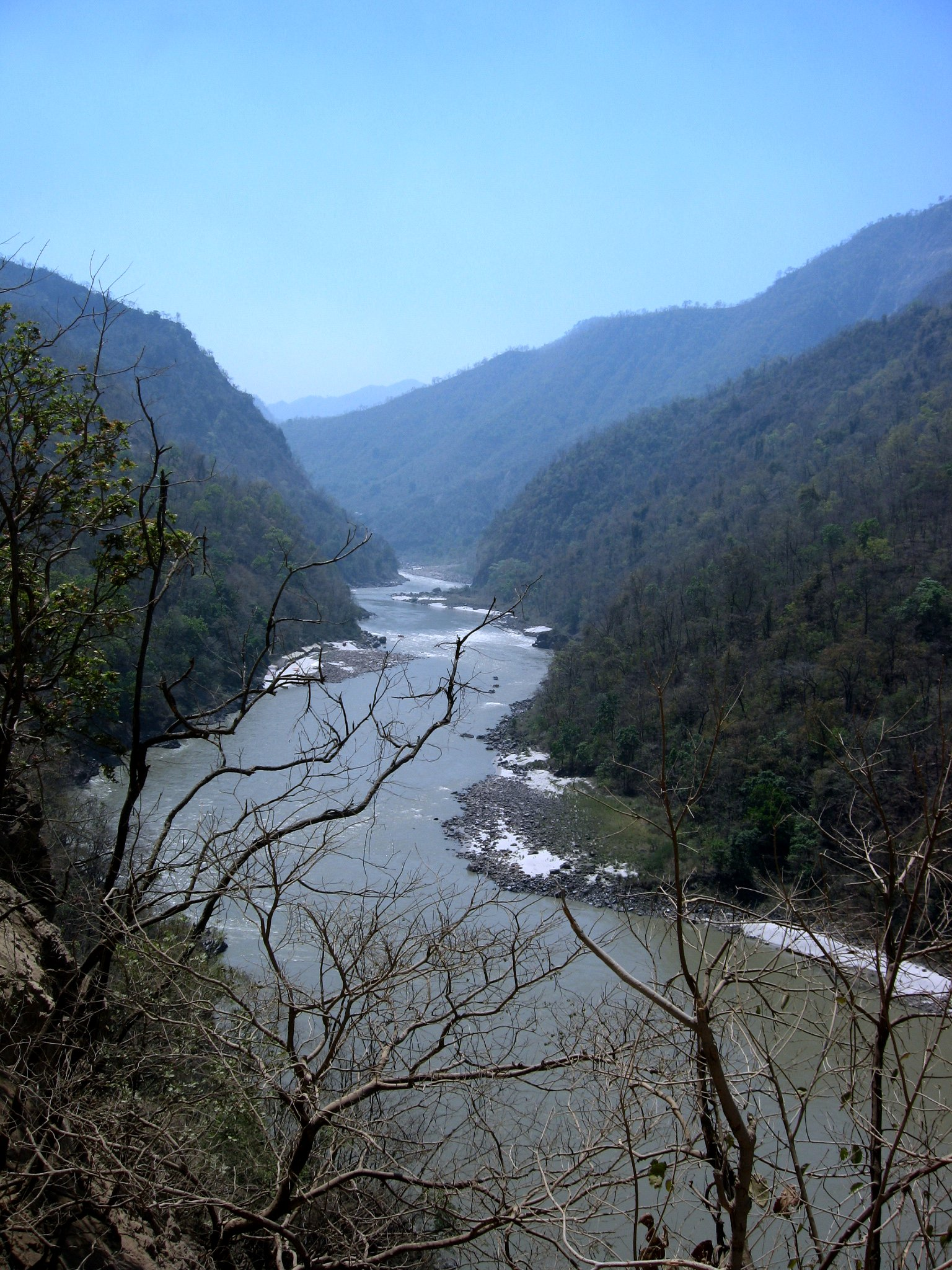
O rio Ganges atravessando as montanhas Sivalik.

Sivalik, Siwalik ou Shiwalik (ou ainda Chure ou "o outro Himalaia") é uma cordilheira do norte da Índia, que corre paralelamente à cordilheira principal e mais elevada do Himalaia ao longo de mais de 1600 km, entre o rio Tista, no Siquim (Índia) e o norte do Paquistão, atravessando o Nepal, o estado indiano de Utaracanda e o território disputado de Caxemira.

## Descrição
A altitude da crista principal oscila entre os 600 e os 1200 m, com numerosas ramificações e cortada de vez em quando pelos grandes rios que fluem para sul desde o Himalaia.
Geologicamente, está formada por arenitos e formações de aglomerados. As vertentes viradas a sul da cordilheira dão lugar a uma faixa de abundante vegetação e rocha permeável chamada Bhabhar, que marca a transição para as grandes planícies. As chuvas são muito intensas durante as monções, e por debaixo do Bhabhar há outra faixa formada por uma zona muito húmida cheia de fontes de água e pântanos denominada Terai, entre os rios Bramaputra e Jamuna. Esta zona, que está imediatamente por cima das planícies aluvionares do norte da Índia, é inundada durante as monções e está infetada de mosquitos e malária.
A norte da cordilheira Sivalik há outra cordilheira mais alta, chamada Mahabharat, com altitudes entre 1500 e 2700 m, separada por vezes por vales (conhecidos como "duns" na Índia) que têm uma largura de 10 a 20 km. No Nepal são conhecidos como Terai interiores.